# ФК Шахтьор (Донецк)
ФК „Шахтьор“ (Донецк) (на украински: Шахтар Донецьк) е футболен отбор от Донецк, Украйна.
Основан е през май 1936 г. като Стахановец, наречен на името на известния миньор Алексей Стаханов, който през 1935 г. изкопава за 1 смяна 102 тона въглища вместо 7 и слага началото на стахановското движение.
През 2009 година постига своя най-голям успех, след като в Истанбул печели Купата на УЕФА срещу Вердер Бремен с 2:1 след продължения. Така украинския клуб става последния носител на трофея преди реформирането на турнира, който от сезон 2009 – 2010 г. носи името Лига Европа.

## Срещи с български отбори
Отборът на „Шахтьор“ се е срещал с български отбори в официални и контролни срещи.

### „Лудогорец“
С „Лудогорец“ се е срещал един път в контролен мач. Срещата се играе на 20 януари 2018 г. в турския курорт Белек и завършва 2 – 2.

### ЦСКА
С ЦСКА се среща в първия кръг за Купата на УЕФА на 20 септември 2001 г. и губи с 3 – 0 първата среща в София. В реванша на 27 септември 2001 г. в Донецк печели с 2 – 1, но отпада от ЦСКА с общ резулат 4 – 2.

## Успехи

### Национални
Украйна
- Украинска Премиер Лига:
  -  Шампион (15): 2001/02, 2004/05, 2005/06, 2007/08, 2009/10, 2010/11, 2011/12. 2012/13, 2013/14, 2016/17, 2017/18, 2018/19, 2019/20, 2021/22, 2022/23, 2023/24
  -  Второ място (13): 1993/94, 1996/97, 1997/98, 1998/99, 1999/2000, 2000/01, 2002/03, 2003/04, 2006/07, 2008/09, 2014/15, 2015/16, 2020/21
- Купа на Украйна:
  -  Носител (15, рекорд): 1994/95, 1996/97, 2000/01, 2001/02, 2003/04, 2007/08, 2010/11, 2011/12, 2012/13, 2015/16, 2016/17, 2017/18, 2018/19, 2023/24, 2024/25
  -  Финалист (6): 2003/04, 2004/05, 2006/07, 2008/09, 2013/14, 2014/15
- Суперкупа на Украйна:
  -  Носител (9, рекорд): 2005, 2008, 2010, 2012, 2013, 2014, 2015, 2017, 2021
  -  Финалист (8): 2004, 2006, 2007, 2011, 2016, 2018, 2019, 2020

 СССР
- Съветска Висша лига:
  -  Второ място (2): 1975, 1979
  -  Трето място (2): 1951, 1978
- Купа на СССР по футбол:
  -  Носител (4): 1961, 1962, 1980, 1983
  -  Финалист (4): 1963, 1978, 1985, 1986
- Суперкупа на СССР:
  -  Носител (1): 1984
  -  Финалист (2): 1981, 1986
- Купа на Украинска ССР:
  -  Финалист (1): 1972
- Купа на Федерацията по футбол:
  - 1/2 финалист (1): 1989
- Съветска Първа лига: (2 ниво)
  -  Победител (2): 1953 (Група 3), 1954

### Международни
- Шампионска лига (КЕШ):
  - 1/4 финалист (1): 2010/11
- Купа на УЕФА:
  -  Носител (1): 2008/09
  - 1/2 финалист (1): 2015/16
- Суперкупа на Европа:
  -  Финалист (1): 2009

 Испания
- Купа на часовете:
  -  Носител (1): 2009
- Купа Ла Манга:
  -  Носител (1): 2007
- Копа Дел Ла Сол:
  -  Носител (10): 2010

## Настоящ състав за Сезон 2015 – 16
| №  | Пост | Играч              |
| -- | ---- | ------------------ |
| 4  | З    | Олександър Воловик |
| 5  | З    | Олександър Кучер   |
| 6  | П    | Тарас Степаненко   |
| 7  | П    | Уелингтон Нем      |
| 8  | П    | Фред               |
| 9  | Н    | Дентиньо           |
| 10 | П    | Бернард            |
| 11 | П    | Марлос             |
| 13 | З    | Вячеслав Шевчук    |
| 14 | П    | Васил Кобин        |
| 17 | П    | Максим Малишев     |
| 18 | З    | Иван Ордетс        |
| 19 | Н    | Факундо Ферейра    |
| 21 | Н    | Олександър Хладки  |

| №  | Пост | Играч              |
| -- | ---- | ------------------ |
| 22 | Н    | Едуардо            |
| 23 | В    | Богдан Сърнавски   |
| 24 | П    | Серхий Хрин        |
| 25 | З    | Микола Матвийенко  |
| 28 | П    | Тайсън             |
| 29 | П    | Алекс Тейксейра    |
| 30 | В    | Андрей Пятов       |
| 31 | З    | Исмайли            |
| 32 | В    | Антон Каниболотски |
| 33 | З    | Дарио Сърна        |
| 38 | З    | Серхий Кривцов     |
| 44 | З    | Ярослав Ракитски   |
| 66 | З    | Марсио Азеведо     |
| 74 | Н    | Виктор Коваленко   |

## Известни футболисти
| - Алексей Белик - Анатоли Конков - Анатолий Тимошчук - Андрей Воробей - Брандао - Валери Лобановски - Валери Яремченко - Виктор Онопко - Виктор Чанов - Генади Зубов - Дарио Сърна - Елано - Жадсон - Звономир Вукич - Игар Дуляй - Илсиньо |  | - Кристиано Лукарели - Мариуш Левандовски - Метузалем - Нери Кастийо - Предраг Пажин - Разван Рац - Сергей Ателкин - Сергей Попов - Сергей Ребров - Стипе Плетикоса - Толга Сейхан - Томаш Хюбшман - Фернандиньо - Чиприан Марика - Ян Лащувка |

## Известни треньори
- Анатоли Бишовец
- Бернд Шустер
- Валери Яремченко
- Мирча Луческу
- Невио Скала
- Олег Базилевич